# Gromada Chojno Nowe
Die Gromada Chojno Nowe war eine Verwaltungseinheit in der Volksrepublik Polen zwischen 1954 und 1961. Verwaltet wurde die Gromada vom Gromadzka Rada Narodowa, dessen Sitz sich in Chojno Nowe befand und aus 13 Mitgliedern bestand.
Die Gromada Chojno Nowe gehörte zum Powiat Chełmski in der Woiwodschaft Lublin und bestand aus den Dörfern Chojno Nowe I, Chojno Nowe II und Romanówka, ehemaligen Gromadas der aufgelösten Gmina Siedliszcze.
Zum 1. Januar 1958 kam das Dorf Wojciechów der aufgelösten Gromada Dorohucza zur Gromada Chojno Nowe. Zum 1. Januar 1960 wurde die aufgelöste Gromada Wola Korybutowa der Gromada Chojno Nowe angeschlossen. Zum 1. Juli 1961 wurde der Sitz des Gromadzka Rada Narodowa nach Chojeniec verlegt und die Gromada in Gromada Chojeniec umbenannt.